# Forsvarsministre fra Ukraine
Forsvarministeren (ukrainsk: Міністр оборони) er lederen for Ukraines forsvarsministerium, som er ansvarlig for de væbnede styrker i Ukraine; den næststørste militære magt i Europa efter Rusland.
Siden Ukraines uafhængighed fra Sovjetunionen i 1991, har der været 18 forsvarsministre (ekskl. fungerende). Forsvarsministeren bliver udpeget af præsidenten.
Den nuværende forsvarsminister er Rustem Umjerov.

## Liste over forsvarsministre

### Ministre efter uafhængigheden
| Nr.   | Forsvarsminister      | Portræt    | Tiltrædelse | Afgang     | Præsident(er)                                                                  | Referencer                                                     |
| ----- | --------------------- | ---------- | ----------- | ---------- | ------------------------------------------------------------------------------ | -------------------------------------------------------------- |
| 1     | Kostjantin Morozov    |            | 03.09.1991  | 30.09.1993 | Leonid Kravtsjuk                                                               | [ 2 ] [ 3 ] [ 4 ] [ 5 ]                                        |
| fung. | Ivan Bizhan           |            | 04.10.1993  | 08.10.1993 | Leonid Kravtsjuk                                                               | [ 6 ] [ 7 ] [ 8 ]                                              |
| 2     | Vitalij Radetskij     |            | 08.10.1993  | 25.08.1994 | Leonid Kravtsjuk Leonid Kutjma                                                 | [ 9 ] [ 10 ] [ 11 ] [ 12 ]                                     |
| fung. | Valerij Sjmarov       |            | 25.08.1994  | 10.10.1994 | Leonid Kutjma                                                                  | [ 8 ] [ 9 ]                                                    |
| 3     | Valerij Sjmarov       | 10.10.1994 | 08.07.1996  | -          | Leonid Kutjma                                                                  |                                                                |
| fung. | ukendt                | ukendt     | 08.07.1996  | 11.07.1996 | Leonid Kutjma                                                                  |                                                                |
| 4     | Oleksandr Kuzmuk      |            | 08.07.1996  | 24.10.2001 | Leonid Kutjma                                                                  | [ 10 ] [ 13 ] [ 14 ] [ 15 ] [ 16 ] [ 17 ] [ 18 ] [ 19 ] [ 20 ] |
| fung. | ukendt                | ukendt     | 24.10.2001  | 12.11.2001 | Leonid Kutjma                                                                  |                                                                |
| 5     | Volodimir Sjkidtjenko |            | 12.11.2001  | 25.06.2003 | Leonid Kutjma                                                                  | [ 21 ] [ 22 ] [ 23 ]                                           |
| 6     | Jevgen Martjuk        |            | 25.06.2003  | 23.09.2004 | [ 24 ] [ 23 ] [ 25 ]                                                           |                                                                |
| 7     | Oleksandr Kuzmuk      |            | 24.09.2004  | 25.02.2005 | Leonid Kutjma Viktor Jusjtjenko                                                | [ 26 ] [ 27 ]                                                  |
| 8     | Anatolij Gritsenko    |            | 04.02.2005  | 18.12.2007 | Viktor Jusjtjenko                                                              | [ 28 ] [ 29 ] [ 30 ]                                           |
| 9     | Jurij Jekhanurov      |            | 18.12.2007  | 05.06.2009 | Viktor Jusjtjenko                                                              | [ 31 ] [ 29 ] [ 32 ]                                           |
| fung. | Valerij Ivasjtjenko   |            | 05.06.2009  | 11.03.2010 | Viktor Jusjtjenko Viktor Janukovitj                                            |                                                                |
| 10    | Michajlo Jezjel       |            | 11.03.2010  | 08.02.2012 | Viktor Janukovitj                                                              | [ 33 ]                                                         |
| 11    | Dmitro Salamatin      |            | 08.02.2012  | 24.12.2012 | Viktor Janukovitj                                                              | [ 34 ]                                                         |
| 12    | Pavlo Lebedev         |            | 24.12.2012  | 27.02.2014 | Viktor Janukovitj Oleksandr Turtjinov                                          | [ 35 ]                                                         |
| fung. | Igor Tenjukh          |            | 27.02.2014  | 25.03.2014 | Oleksandr Turtjinov fung. præsident → 07.07.2014 → 07.07.2014 Petro Porosjenko |                                                                |
| fung. | Mykhajlo Koval        |            | 25.03.2014  | 03.07.2014 | Oleksandr Turtjinov fung. præsident → 07.07.2014 → 07.07.2014 Petro Porosjenko | [ 36 ]                                                         |
| 13    | Valerij Geletej       |            | 03.07.2014  | 14.10.2014 | Petro Porosjenko                                                               | [ 37 ]                                                         |
| 14    | Stepan Poltorak       |            | 14.10.2014  | 29.08.2019 | Petro Porosjenko                                                               |                                                                |
| 15    | Andriy Zagorodniuk    |            | 29.08.2019  | 04.03.2020 | Volodymyr Zelenskij                                                            |                                                                |
| 16    | Andriy Taran          |            | 04.03.2020  | 03.11.2021 | Volodymyr Zelenskij                                                            |                                                                |
| 17    | Oleksii Reznikov      |            | 03.11.2021  | 05.09.2023 | Volodymyr Zelenskij                                                            |                                                                |
| 18    | Rustem Umjerov        |            | 06.09.2021  |            |                                                                                |                                                                |